# Carl-Uno Sjöblom
Carl-Uno Hemming Sjöblom, född 2 september 1930 i Ekeby socken, Örebro län, död 27 juni 2022 i Vaxholms distrikt, Stockholms län, var en svensk radioman och TV-personlighet.

## Biografi
Sjöblom var son till köpmannen Karl Gustaf Sjöblom  och avlade studentexamen vid Karolinska läroverket i Örebro 1949, studerade sedan vid Uppsala universitet, och anställdes 1959 som producent vid underhållningsavdelningen på Sveriges Radio.
Han har varit programledare för en mängd radio- och TV-program, som Svensktoppen, Mosebacke Monarki, Notknäckarna (1981–1985) och Kryssa klassiskt i P2 1993–1995. Han har ofta förekommit på TV, med Pekka Langer i Vem vet var samt med Hans "Hatte" Furuhagen. Dessutom var han på 1970-talet en av tre i det populära radioprogrammet Telefonväktarna tillsammans med Moltas Erikson och Pekka Langer.
Sjöblom installerades 1984 som hedersledamot vid Södermanlands-Nerikes nation i Uppsala.

## Filmografi
- 1968 – Mosebacke Monarki
- 1971 – Äppelkriget
- 1973 – Kvartetten som sprängdes